# José Antonio Nieves Conde
José Antonio Nieves Conde (Segovia, 22 dicembre 1915 – Madrid, 14 settembre 2006) è stato un regista e sceneggiatore spagnolo.

## Filmografia parziale

### Regista
- Siamo tutti peccatori (Balarrasa, 1951)
- La mente che uccide (Los peces rojos) (1955)
- L'amore è una meravigliosa estasi (Zwischen Zeit und Ewigkeit), codiretto con Arthur Maria Rabenalt (1956)
- Ritorno alla vita (Todos somos necesarios, 1956)
- ...dopo di che, uccide il maschio e lo divora (Marta, 1971)

### Sceneggiatore
- Vidas cruzadas, regia di Luis Marquina (1942)
- Ritorno alla vita (Todos somos necesarios), regia di José Antonio Nieves Conde (1956)
- ...dopo di che, uccide il maschio e lo divora (Marta) regia di José Antonio Nieves Conde (1971)